# Гоголев (Львовская область)
Гоголев (укр. Гоголів) — село в Радеховской городской общине Шептицкого района Львовской области Украины.
Население по переписи 2001 года составляло 489 человек. Занимает площадь 1,064 км². Почтовый индекс — 80271. Телефонный код — 3255.